# Muscle Museum
Muscle Museum — сингл британской альтернативной рок-группы Muse с их дебютного альбома «Showbiz».
Вышел на 7" с «Minimum» и на двух CD с акустической «Do We Need This?», «Pink Ego Box» и «Con-Science».
Слово Muse стоит между словами Muscle и Museum в некоторых словарях, поэтому осмысленного перевода названия этой песни искать не стоит.
На песню снято два варианта видеоклипа, в режиссёрской версии есть кадр с девушкой, сидящей в туалете, подводные съёмки и несколько кадров с обнажённой девушкой, лежащей ничком на диване, что было вырезано в «официальном» клипе (англ. : This is a director’s cut as the official version for England doesn’t have the girl on the toilet or any underwater shots (MTV UK has a thing about drowning)). Режиссёр клипа Джозеф Кан писал, что, похоже, клип не привёл в восторг фанатов группы, однако для самого режиссёра это самый любимый из его клипов. В нём люди из «счастливого» американского пригорода занимаются своими повседневными делами (чистят зубы, завтракают в кафе, развозят прессу, плавают в бассейне), но внезапно скорбь прорывается сквозь повседневность, и мы обнаруживаем всех этих людей плачущими.
Песня родилась из переживаний Мэттью Беллами о будущем, об истинных эмоциях человека, которые скрываются за внешней благополучностью. Была написана в Греции.

Я долго путешествовал по Европе, и вы знаете… Я написал эту песню в Греции. Я читал в то время книгу о кибер-культуре. Это было в то время, когда кибер-культура выглядела как действительно большая вещь и будущее — как мы собираемся оставить тело позади ради идеалов ума, как она заменяет религию и всё это, понимаете? И как мы пытаемся соединиться друг с другом через Интернет и прочее, и пытаемся сделать наши собственные небеса, потому что, вы знаете, религия на самом деле не принесла этого нам. Люди не заглядывают в себя почти всё время, а продолжают жить своей мирской жизнью. Об этом песни <Muscle Museum и Uno>.
Вопрос: А клип — плач, это была твоя идея?
Мэттью: Мы придумали эту идею с этим американским парнем. Если честно, видео получилось не таким хорошим, как нам бы хотелось, но… да, всё в порядке.
Оригинальный текст (англ.)I spent a long time travelling round Europe and you know... I learnt stuff and I wrote that song in Greece. It's about... I was reading a book at the time about like cyber-culture you know? This was around the time when cyber-culture was looking like a really big thing and the future - about how we're going to leave the body behind and the ideals of the mind, and like how it's replacing religion and all this you know? And how we're trying to connect each other through the Internet and stuff, and try and make our own heaven because, you know, religion didn't really bring it to us - it's sort of about that. And the songs about how people don't really face up to their inner emotions a lot of the time and they just get on with their mundane life.

Question: And the clip - the crying, was that your idea?

M: We came up with the idea with this American guy. The video didn't come out as good as we'd like it to, to be honest, but um... yeah, it's all right.
— 

## Список композиций
Все песни написаны Мэттью Беллами.
7"
1. «Muscle Museum» 4:22
2. «Minimum» 2:40

CD1
1. «Muscle Museum» 4:22
2. «Do We Need This?» 4:15
3. «Muscle Museum» (live acoustic version) 4:44

CD2
1. «Muscle Museum» (full-length version) 5:29
2. «Pink Ego Box» 3:32
3. «Con-Science» 4:52

Australian CD; Benelux CD
1. «Muscle Museum» 4:22
2. «Do We Need This?» 4:15
3. «Pink Ego Box» 3:32
4. «Muscle Museum» (live acoustic version) 4:44